# Spanska främlingslegionen
Spanska legionen, tidigare spanska främlingslegionen, är ett spanskt främlingsförband bildat 1920 som idag rekryterar spanjorer och spansktalande från de tidigare spanska kolonierna. Initiativtagare och förste chef var överstelöjtnant José Millán Astray; Franco blev 1923 legionens tredje chef.

## Ursprunglig organisation
Den ursprungliga organisationen utgjordes av stab och tre ”banderas” (bataljoner), varje bataljon med två gevärs- och ett kulsprutekompani. Legionen var förlagd till Ceuta i Spanska Marocko och deltog aktivt i kolonialkriget 1921–1926. Antalet bataljoner utökades till åtta, grupperade i två legioner. 

## Spanska inbördeskriget
Den republikanska regeringen använde 1934 främlingslegionen för att krossa ett gruvarbetaruppror i Asturien. Under spanska inbördeskriget tillhörde legionen Francos trognaste trupper och utvidgades till 18 bataljoner. 1943 organiserades legionen i tre ”tercios” (regementen); första regementet ”Gran Capitán” i Melilla, andra regementet ”Duque de Alba” i Ceuta och tredje regementet ”Don Juan de Austria” i Larache. 1950 tillkom ett fjärde regemente, ”Alejandro Farnesio” i Alhucemas. 

## Marockos självständighet
Efter Marockos självständighet 1956 slogs tredje och fjärde regementet samman till ett sahariskt regemente. Varje regemente bestod därefter, förutom av infanteri, också av lätt kavalleri och artilleri. Legionen deltog aktivt i försvaret av Västsahara under det marockanska invasionsförsöket 1957–1958. När Spanien lämnade Västsahara 1975 blev tredje regementet garnison på ön Fuerteventura. Fjärde regementet återupprättades 1981 och förlades till Malaga

## Internationella insatser
Legionen deltog med bataljonsstridsgrupperna ”Malaga” och ”Canarias” i UNPROFOR 1992–1993 i Jugoslavien. Brigaden ”Almería” ingick 1996 i SFOR i Jugoslavien, bataljonsstridsgruppen "Serranía de Ronda" deltog 1997 i det humanitära arbetet i Albanien, och bataljonsstridsgruppen “Valenzuela” ingick 1999 i KFOR i Kosovo. Legionen deltog också i Irakkriget och var grupperade i Najaf tillsammans med trupper från El Salvador, tills den nya socialistiska regeringen under José Luis Rodríguez Zapatero avslutade det spanska engagemanget i Irak. Från 2005 deltog legionen med trupp i Afghanistan, som del av ISAF. Från 2006 deltog 10:e bataljonen "Millan Astray" som en del av Förenta Nationernas övervakningsstyrka i Libanon (UNIFIL).

## Idag
Legionen har alltid varit öppen för spanjorer och 1987 upphörde rekryteringen av utlänningar. Namnet ändrades då från främlingslegionen till spanska legionen. Efter värnpliktens avskaffande i Spanien 2000 öppnades legionen åter för utländska rekryter som har spanska som modersmål som kommer från de tidigare spanska kolonierna. Idag rekryteras också kvinnor.
Spanska legionen är känd för sina uniformer som knappt har ändrats sedan grundandet 1920. Dessutom är de också kända för att marschera med 160–180 steg per minut, i jämförelse med andra spanska enheter som i marscherar i 90–110 steg per minut vid parader.

## Förband 2014

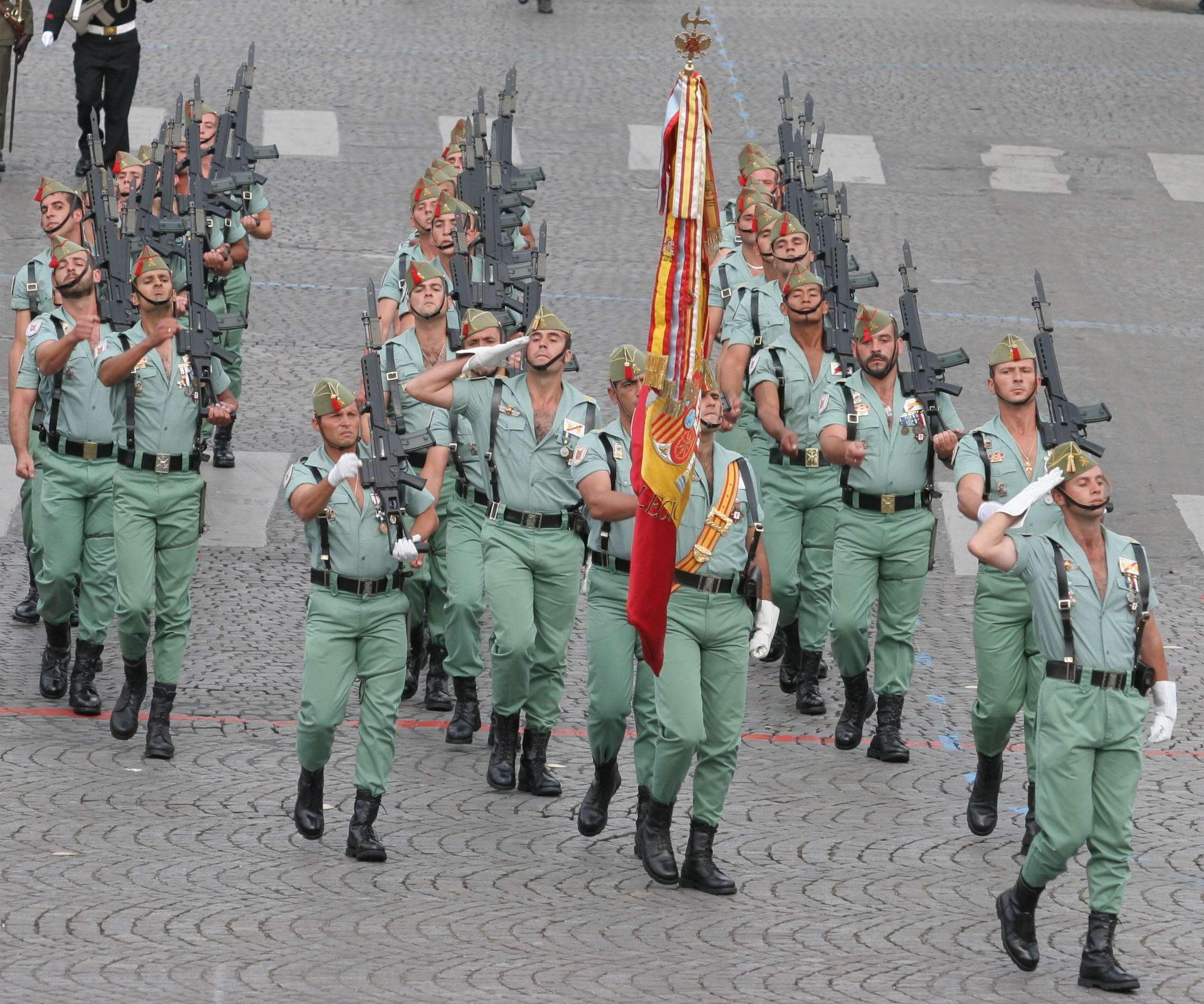
Fanvakt ur tercio "Don Juan de Austria” 3º de la Legión"

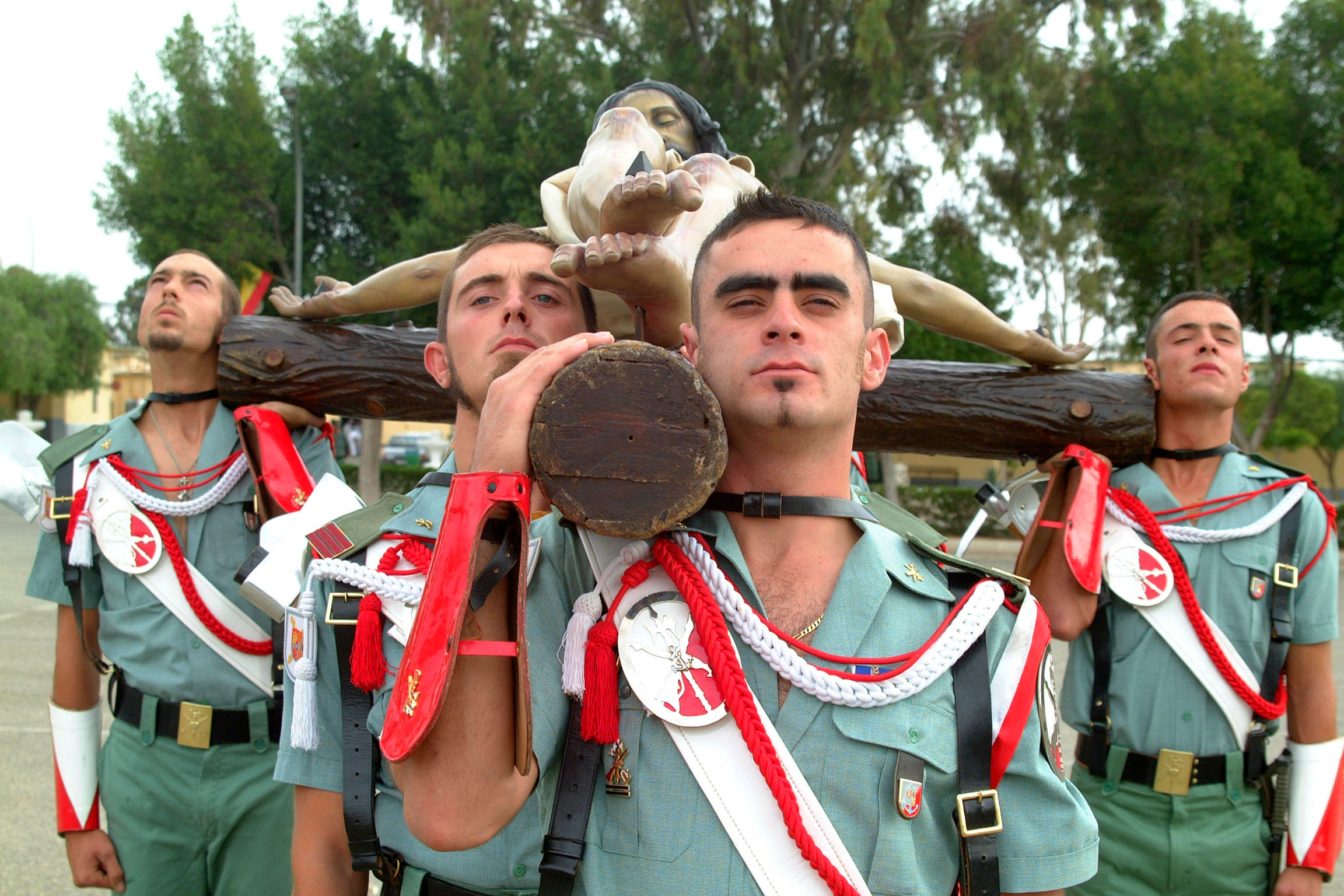
Legionärer bär på ett jättekrucifix under påskfirandet i Málaga.

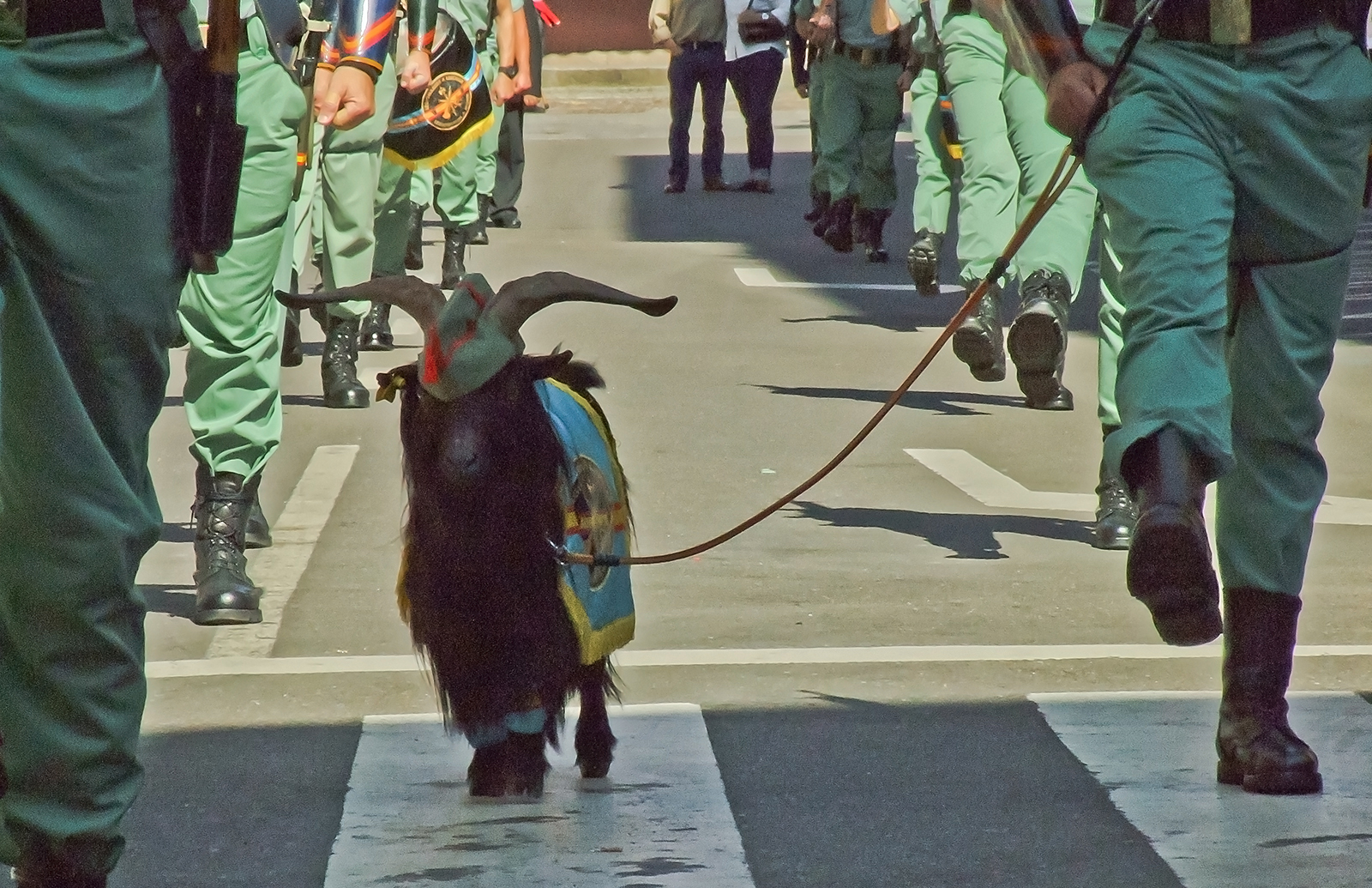
Legionens maskot 2014.

- Tercio "Gran Capitán" 1º de la Legión, i Melilla
  -  Iª Bandera "España"
- Tercio "Duque de Alba" 2º de la Legión, i Ceuta
  -  IVª Bandera "Cristo de Lepanto"
- Tercio “Don Juan de Austria” 3º de la Legión, i Almería
  -  VIIª Bandera "Valenzuela" 
  -  VIIIª Bandera "Colón"
- Tercio “Alejandro Farnesio” 4º de la Legión, i Ronda
  -  Xª Bandera "Millan Astray"
  -  Grupo de Caballería de Reconocimiento "Reyes Católicos" II de la Legión, i Ronda (spaningsförband)
- Grupo de Artillería de Campaña II de La Legión, i Almería (artilleri)
- Bandera de Zapadores 2.ª de La Legión, i Almería (ingenjörstrupper)
- Grupo Logístico II de La Legión, i Almería (trängtrupper)
- Bandera de Cuartel General, i Almería (stabsförband)